# Гласгоу (Монтана)
Гласгоу (англ. Glasgow) — крупнейший город и административный центр округа Валли в штате Монтана в Соединённых Штатах Америки.
Согласно данным переписи населения США 2020 года число жителей города 
составляло 3202 человека, что, для такого небольшого населённого пункта, заметно меньше (− 1.5%), чем было во время предыдущей переписи, проводившейся в 2010 году (3250 человек).

## История
В доколумбову эпоху коренные американцы населяли этот регион на протяжении столетий, а обширные стада буйволов и вилорогих антилоп обеспечивали кочевые племена достаточным количеством пищи. Народы накода, лакота и дакота поочередно жили здесь и заявляли права на этот регион с XVI по конец XIX века.
В 1804 году экспедиция Льюиса и Кларка подошла на расстояние 15 миль (24 км) к будущей территории Глазгоу и отметила обширные стада разнообразной дичи. В 1851 году правительство США заключило первый договор с индейскими племенами и в 1885 году племена участвовали в последней известной охоте на буйволов в регионе.
С 1885 года до получения статуса штата Монтана в 1889 году племена участвовали в соглашениях с правительством США о перепланировке границ индейской резервации Форт-Пек в обмен на федеральные субсидии. Поскольку все больше и больше поселенцев переезжали в близлежащие районы, на Конгресс США оказывалось давление с целью открыть резервацию Форт-Пек для поселения, в результате чего коренные народы вынужденно покинули район Глазгоу.
Глазго был основан в 1887 году как железнодорожное депо Джеймсом Хиллом, который создал уже множество сообществ вдоль Хи-Лайн. Он и местный железнодорожник дали название городу, когда, по легенде, они ткнули пальцем во вращающийся глобус и попали им в шотландский город Глазго. Буква «у» на конце появилась уже позднее и только в русскоязычных атласах, тогда как по-английски оба города пишутся одинаково — «Glasgow».

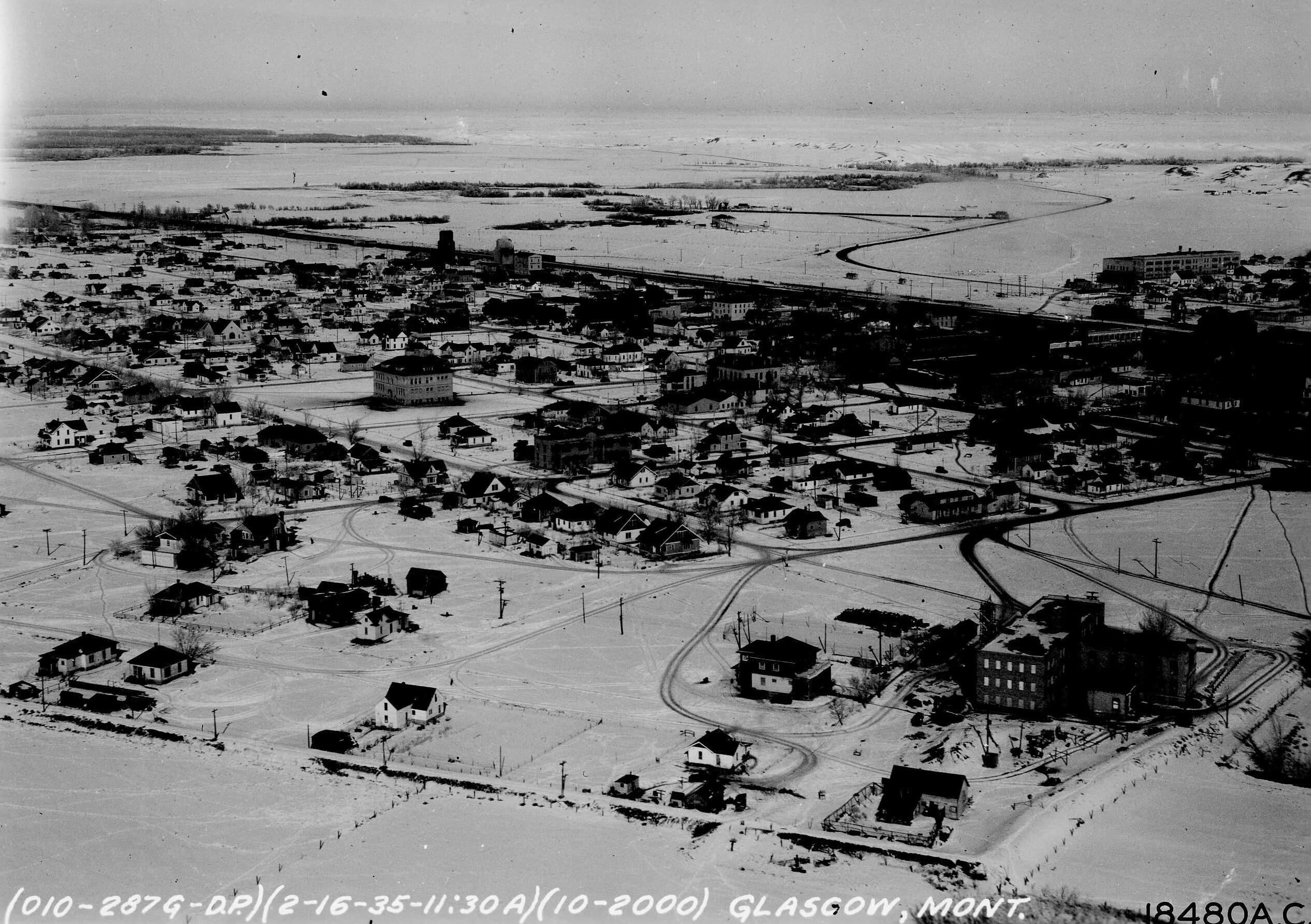
Гласгоу в 1940-е

Президент США Франклин Д. Рузвельт санкционировал строительство плотины Форт-Пек и с 1933 по 1940 годы шло её возведение. Это строительство стало в тот период основным источником занятости для всего региона, включая и Глазгоу.
Во время Второй мировой войны на армейском аэродроме Глазгоу в разное время размещались 96-я бомбардировочная эскадрилья и 614-я бомбардировочная эскадрилья Военно-воздушных сил США, пилотировавших «Летающие крепости». Начиная с декабря 1944 года на объекте был создан лагерь для немецких военнопленных, который просуществовал до конца войны. После того, как база была закрыта, часть объектов инфраструктуры в конечном итоге стали нынешним окружным аэропортом.
В 1960-х годах население выросло примерно до 6400 человек из-за близлежащего расположения авиабазы Глазго (воздушное командование SAC и размещение бомбардировщиков B-52), которая использовалась во время войны во Вьетнаме и в начале Холодной войны. Тогда было построено значительное количество зданий стилей модерн и гуги. После дезактивации и закрытия базы в 1969 году население Глазгоу сократилось примерно вдвое; уровень потерь стабилизировался лишь к 1990 году.
В настоящее время Глазгоу функционирует как главный региональный административный, торговый и сервисный центр для округа Валли и некоторых районов за его пределами.

## География
Город находится на высоте 2093 фута (638 метров). Он расположен в долине реки Милк, а которая извилистым маршрутом течёт на юг.
Согласно данным Бюро переписи населения США, общая площадь города составляет 1,43 квадратных мили (3,7 км2) и вся эта территория приходится на сушу.
Глазгоу находится в 18 милях (29 км) к западу от водохранилища Форт-Пек, пятого по величине искусственного озера в Соединенных Штатах. Озеро популярно среди местных любителей рыбалки и активного отдыха.
Используя данные Института больших данных Оксфордского университета, газета The Washington Post в 2018 году определила Глазгоу как «середину нигде» для смежных Соединенных Штатов. В статье говорилось: «Из всех городов с населением более 1000 человек Глазго... находится дальше всего — примерно в 4,5 часах в любом направлении — от любого мегаполиса с населением более 75 000 человек».

## Климат

Климатическая карта

Глазго находится в континентальном полузасушливом климате, который по системе классификации климатов Кёппена сокращённо обозначается на климатических картах аббревиатурой «BSk», с длинными сухими зимами с обычно морозными, но чрезвычайно изменчивыми температурами и жарким сухим летом. Чрезвычайная изменчивость зимних температур обусловлена большим потеплением, вызванным ветрами шинук, поскольку воздух, спускающийся со Скалистых гор, нагревается, что контрастирует с очень холодными континентальными воздушными массами, типичными для внутренних местностей на этой широте.
В качестве иллюстрации, рекордно холодный месяц февраль 1936 года имел среднюю температуру −15,8 °F (-26,6 °C), но два самых теплых февраля 1931 и 1984 годов имели среднюю температуру выше 32 °F или 0 °C и имели средние максимальные значения выше 43,5 °F или 6,4 °C. Среднее количество выпавшего снега составляет 34,8 дюйма или 0,88 метра в год.
Торнадо здесь редкое, но встречающееся явление; так 25 июня 1975 года два сильных торнадо нанесли городу значительный ущерб.